# Rush (film 1983)
Rush è un film del 1983, diretto da Tonino Ricci.

## Trama
In un futuro post-apocalittico, Rush è un giovane straniero che viene catturato dai soldati di Yor, un dittatore schiavista. Fra i mutanti obbligati a lavorare nelle colonie di Yor, Rush incontra Carol, una donna da cui è subito attratto. Decide così di fuggire con lei, dando vita a una rivolta generale.